# Rokka

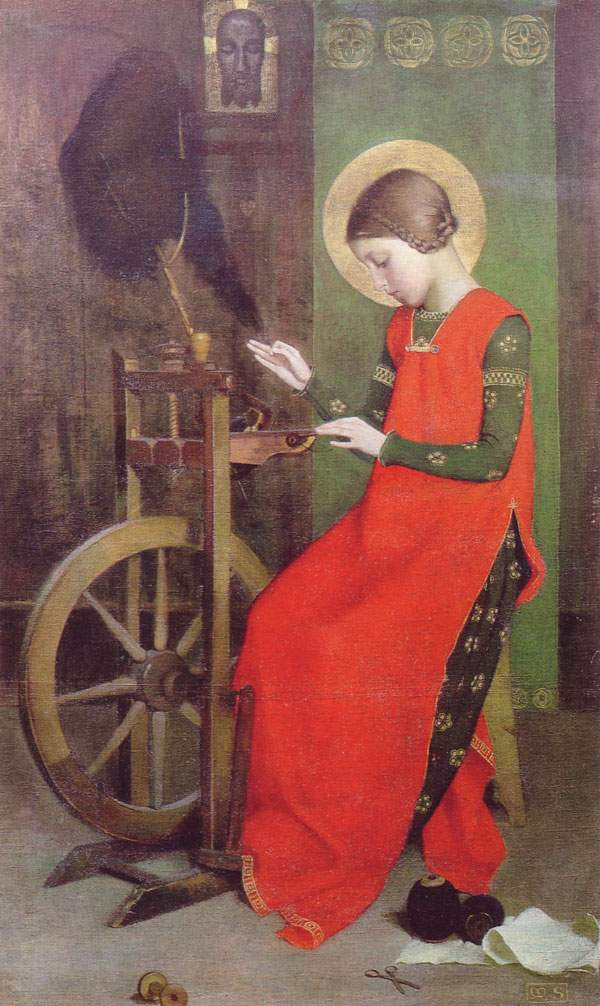
Szent Erzsébet fonalat fon a szegények számára (Marianne Stokes festménye)

A rokka lábbal hajtott, kézi fonáshoz használt eszköz. A fonás szorosabb értelemben a szálak összesodrása, tágabb értelemben mindazon műveletek összessége, amelyek segítségével szálas anyagokból (pamut, gyapjú, kender, len) fonalak készülnek. A fonás legrégibb eszköze a gyalog-, vagy sima orsó. Ezzel az orsóval a munkafolyamat szakaszos volt. A gyalogorsón kívül használták a fonókereket is. Itt az orsó kerékkel forgatható. Az orsó sima volta miatt a munkafolyamat itt is időszakos. A sima orsó a sodrást és a felgombolyítást csak felváltva végezheti. Ha a fonal iránya az orsó tengelyénél 90°-nál nagyobb szöget zár be, akkor sodor, ha ennél kisebb, akkor felcsévél (azaz felgombolyít). A fonókerék csak lágy sodratú anyagok fonására alkalmas. A kemény, illetve merev fonalak fonását rokkán végezték. A rokkán a munkavégzés már folyamatos.

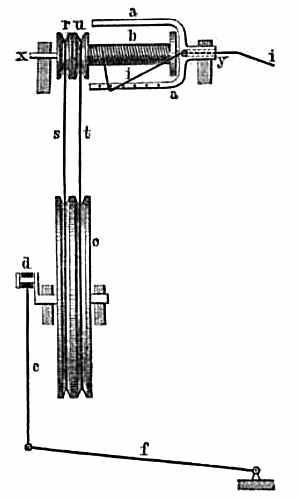

Orsójának patkó alakú szárnya van (lásd az ábrát). A szárnyakon fonalvezető kampók (f) vannak, amelyek a fonalat a csévére (g) vezetik. A szárny forgása adja a fonal sodratát, a szárny és az orsó kerületi sebességének különbsége eredményezi a felcsévélést. A cséve tehát a felcsévélésnek, az orsó pedig a sodrásnak megfelelően forgatandó, ezért mind az orsónak, mind a csévének zsinórkorongja van.
Az elnevezése szláv nyelvterületről való. Három fő szerkezeti egységet tudunk megkülönböztetni:
- báb,
- orsó,
- guzsaly.